# Ziba flammea
Ziba flammea là một loài ốc biển, là động vật thân mềm chân bụng sống ở biển trong họ Mitridae, họ ốc méo miệng.

## Miêu tả
Loài này có kích thước giữa 10 mm and 34 mm

## Phân bố
Chúng phân bố ở Biển Đỏ và ở Ấn Độ Dương dọc theo Madagascar và Mauritius; hải vực Ấn Độ Dương-Tây Thái Bình Dương.

## Hình ảnh

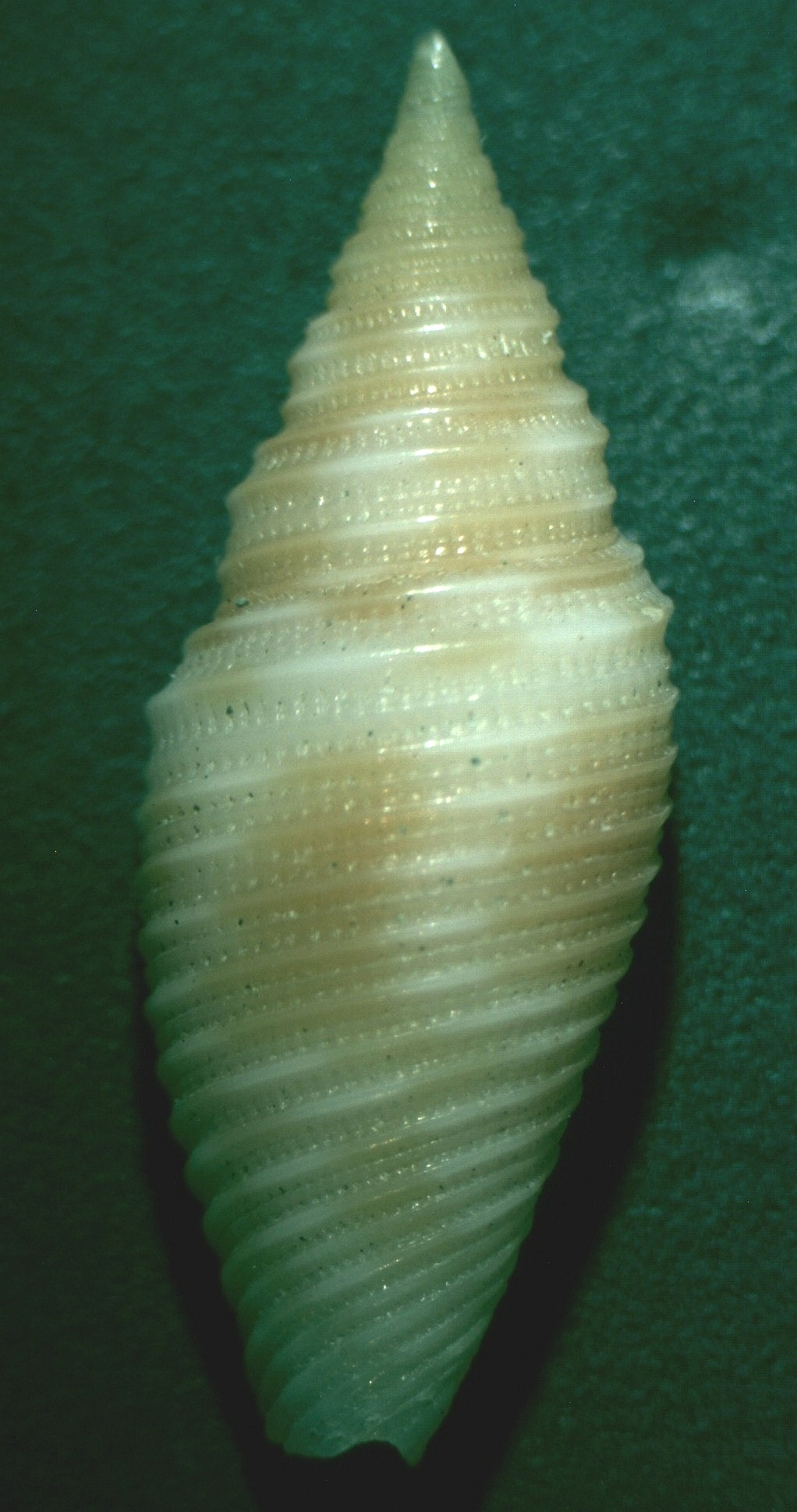